# 데니스 맥도너
데니스 리처드 맥도너(영어: Denis Richard McDonough, 1969년 12월 2일 ~ )는 2021년부터 2025년 1월까지 조 바이든 대통령 밑에서 제11대 미국 재대군인부 장관을 맡은 미국 정부 관료이다.
맥도너는 오바마 행정부에서 2009년부터 2010년까지 국가안전보장회의 비서실장, 2010년부터 2013년까지 국가안보부보좌관을 역임했다. 그 후 그는 2013년부터 2017년까지 버락 오바마 대통령의 두 번째 임기 동안 백악관 비서실장을 역임했으며, 현재까지 맥도너는 비서실장으로 한 임기(4년 0일) 전체를 역임한 유일한 사람이다.

## 어린 시절과 교육
맥도너는 1969년 12월 2일 미네소타주 스틸워터에서 태어났다. 그는 독실한 아일랜드 가톨릭 가정의 11명의 자녀 중 한 명이었고, 그의 조부모는 아일랜드 게일터흐트에서 이주했다.
맥도너는 1988년 스틸워터 에이리어 고등학교를 졸업하고 미네소타 주 칼리지빌 에 있는 세인트존스 대학교에 다녔으며, . 1992년에 역사와 스페인어 학사 학위를 최우등으로 졸업했다. 졸업 후 그는 라틴 아메리카 전역을 광범위하게 여행했으며 벨리즈의 고등학교에서 학생들을 가르쳤다.
1996년에 맥도너는 조지타운 대학교의 Edmund A. Walsh School of Foreign Service 에서 외교학 석사 학위를 취득했다.

## 직업
1996년부터 1999년까지 맥도너는 미국 하원 외교위원회에서 라틴 아메리카 분야 보좌관으로 근무했다. . 그 후 그는 톰 대슐 상원의원의 수석 외교 정책 고문으로 재직했다. 2004년 대슐의 재선 실패 이후 맥도너는 새로 선출된 켄 살라자르 상원의원의 선임 입법 보좌관이 되었으며, 2004년 미국 진보 센터의 선임 연구원을 맡았다
2007년 버락 오바마 상원의원의 수석 외교 정책 고문인 마크 리퍼트 ( 해군 예비역 )가 현역으로 소집되어 이라크에 배치되는 동안 맥도너를 그의 후임으로 채용했으며, 맥도너는 2008년 대선 캠페인 기간 동안 오바마 고위 외교 정책 고문으로 계속 활동했다.

### 오바마 행정부

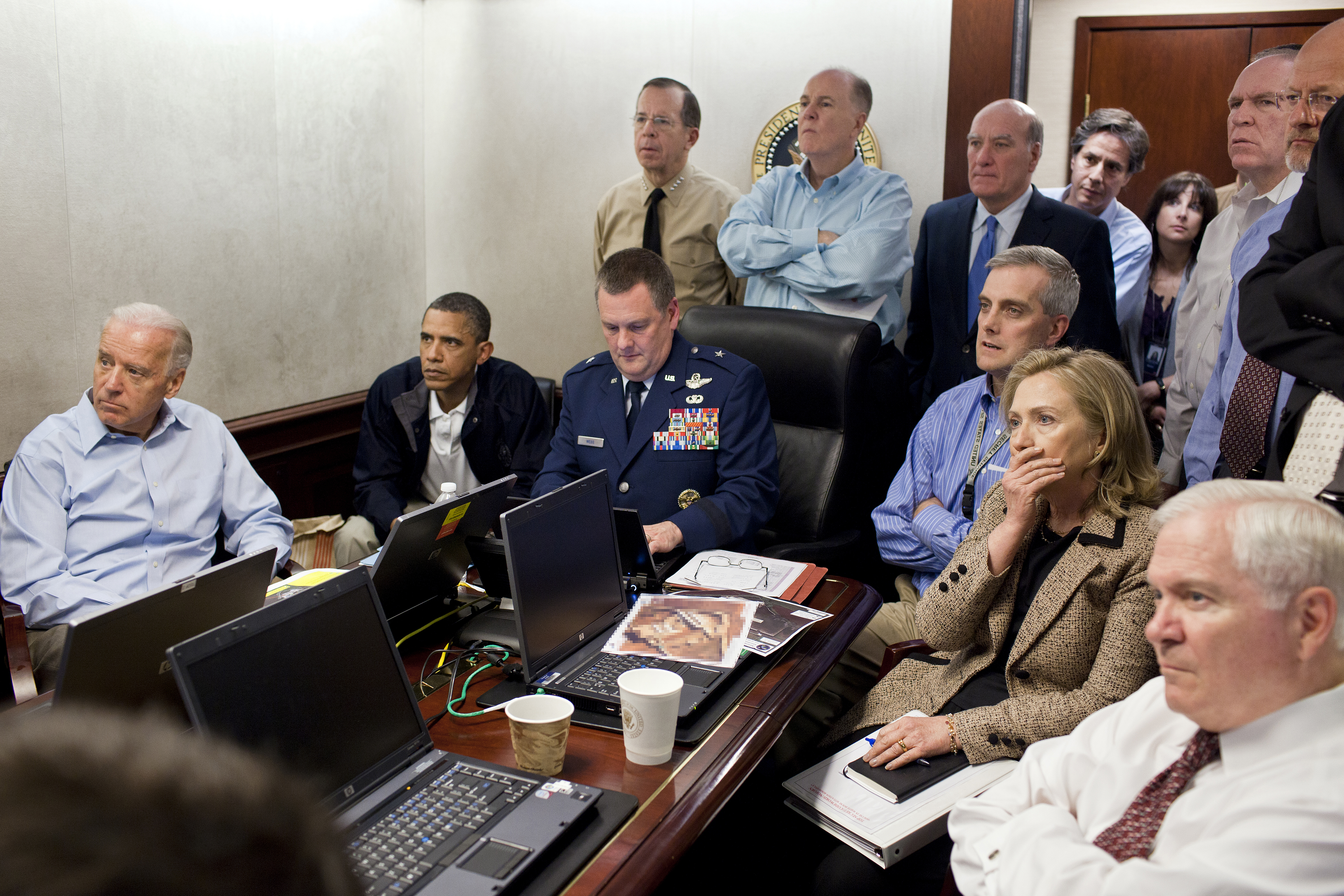
빈 라덴 급습 작전 중 백악관 상황실에서 파란색 셔츠를 입고 앉아 있는 맥도너 (오른쪽에서 세 번째)

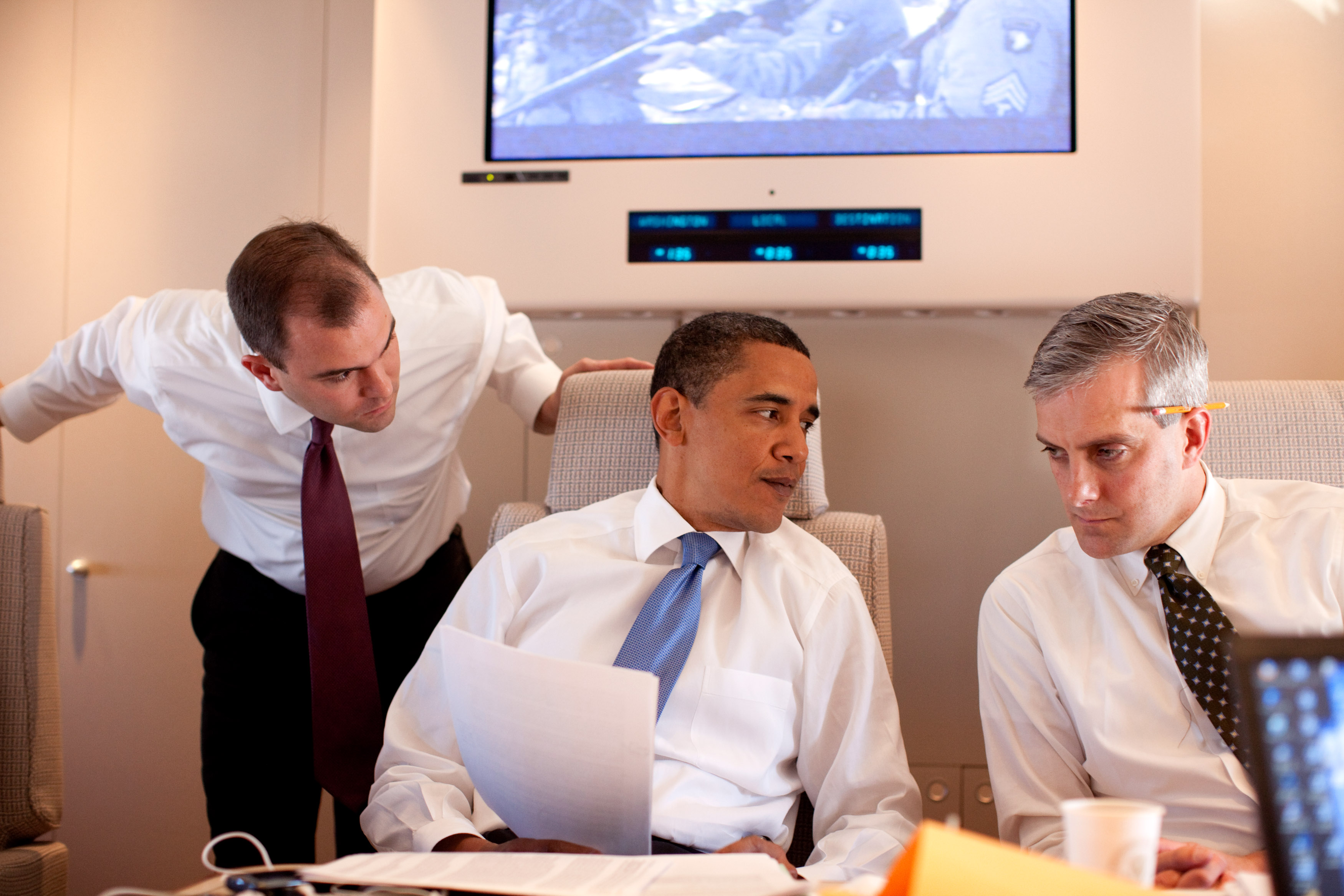
2009년 6월 4일 벤 로즈와 함께 카이로 에 관해 오바마와 대화하는 맥도너.

오바마가 대통령으로 선출된 후, 맥도너는 국가안전보장회의 전략 커뮤니케이션 책임자로 행정부에 합류했으며, 국가안전보장회의 비서실장을 역임했다.
2010년 10월 20일, 오바마는 제임스 L. 존스 장군의 뒤를 이어 토마스 E. 도닐론이 국가 안보 보좌관으로 승진되면서 공석이 된 국가안보부좌관에 맥도너를 지명했다. 맥도너는 2011년 5월 파키스탄에서 오사마 빈 라덴의 죽음을 초래한 SEAL 작전을 모니터링하는 동안 촬영된 백악관 상황실 사진에 등장했다.
두 번째 임기가 시작되는 2013년 1월 20일, 오바마는 맥도너를 비서실장으로 임명했다. 2013년 2월 맥도너는 의원들에게 척 헤이글과 존 O. 브레넌을 신속하게 인준하도록 촉구하면서 인준 지연에 대해 "심각한 우려"를 표명했다. 맥도너는 2017년 1월 20일에 끝나는 오바마의 두 번째 임기가 끝날 때까지 백악관 비서실장을 역임했다.

## 제대군인부 장관(2021~2025)

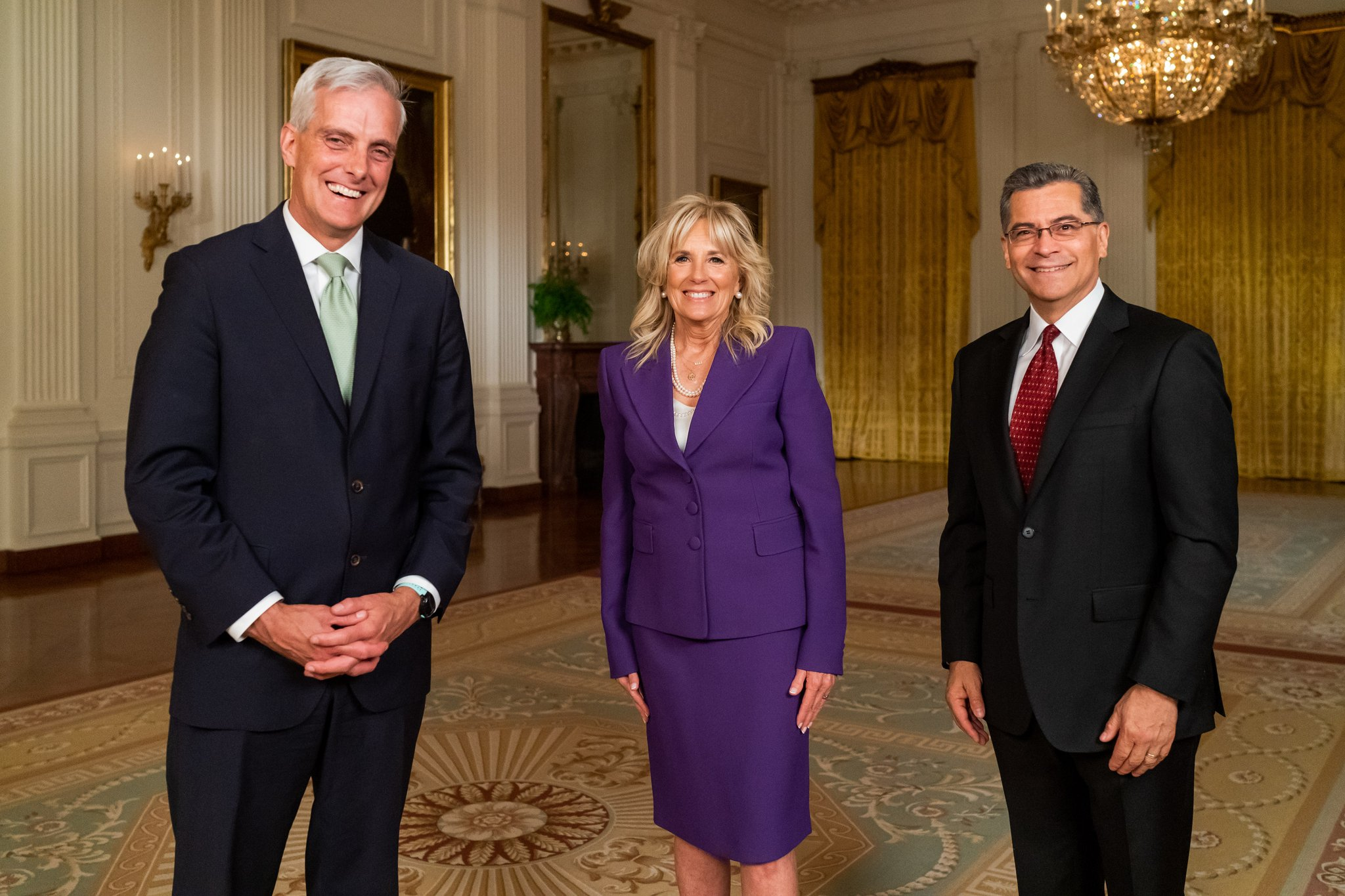
2021년 6월 4일 질 바이든 영부인, 하비에르 베세라 보건복지부 장관과 맥도너 장관

조 바이든 대통령은 미국 제대군인부 장관으로 맥도너를 지명했다. 그는 2021년 1월 27일 상원  제대군인위원회에서 열린 청문회에 참석했으며, 2월 8일 상원은 6명의 상원의원이 결석한 가운데 87대 7의 투표로 맥도너를 장관으로 인준했다. 맥도너는 이 직위를 맡은 사람 중 두 번째로 군 경험이 없다. 카말라 해리스 부통령은 2월 9일 그를 임명했다.

## 개인 생활
맥도너는 카린 힐스트롬과 결혼했으며, 세 명의 자녀가 있다.

## 참고 자료
- 미국 재대군인부 프로필
- (영어) 데니스 맥도너 - 인터넷 영화 데이터베이스 </img>